# Natasha Vargas
Natasha Lineth Vargas Moreno (Las Tablas, Los Santos, 1 de julio de 1997) es una modelo panameña y campeona de un concurso de belleza que fue coronada Miss Panamá 2023. Representó a Panamá en el certamen Miss Universo 2023.

## Biografía
Vargas es de Las Tablas. Es licenciada en periodismo, egresada de la Universidad Latina de Panamá.El 12 de noviembre de 2017 representó a Panamá Centro y fue la Reina del Carnaval de Panamá 2018. Quedó subcampeona detrás de Yanidia Leyanis Maure Jaureguizar.El 13 de septiembre de 2023 representó a Los Santos en Miss Panamá 2023 y compitió contra otras 14 candidatas en el Centro de Convenciones Atlapa en la Ciudad de Panamá, Panamá. Ella ganó el título.Natasha representó a Panamá en el Miss Universo 2023 celebrado en San Salvador, El Salvador.